# Idan Gorno
Idan Gorno (Netanya, 9 de agosto de 2004) es un futbolista israelí que juega en la demarcación de delantero para el Charlotte F. C. de la Major League Soccer.

## Selección nacional
Hizo su debut con la selección de fútbol de Israel el 12 de noviembre de 2023 en un partido amistoso contra Kosovo que finalizó con un resultado de 1-0 a favor del combinado kosovar tras el gol de Milot Rashica.

## Clubes
| Club                      | País           | Año       | Partidos | Goles |
| ------------------------- | -------------- | --------- | -------- | ----- |
| Maccabi Petah Tikva F. C. | Israel         | 2022-2024 | 74       | 17    |
| Crown Legacy F. C.        | Estados Unidos | 2024-     | 7        | 3     |
| Charlotte F. C.           | Estados Unidos | 2024-     | 1        | 0     |

## Palmarés

### Títulos nacionales
| Título         | Club                      | País   | Año  |
| -------------- | ------------------------- | ------ | ---- |
| Copa de Israel | Maccabi Petah Tikva F. C. | Israel | 2024 |